# Dante Bartolini
Dante Bartolini (* 17. März 1909 in Castiglione di Arrone – 13. April 1979 in Terni) war ein italienischer kommunistischer Aktivist, Partisan und Cantautore.

## Leben
Der Stahlarbeiter Bartolini war während des italienischen Faschismus im Untergrund für die seit 1926 verbotene Kommunistische Partei Italiens (PCI) tätig und verteilte heimlich Flugblätter im Stahlwerk in Terni.
Nach dem Waffenstillstand von Cassibile  und der Besetzung Italiens durch deutsche Truppen am 8. September 1943 schloss er sich der Resistenza an. Unter dem Kampfnamen Tito gehörte er mehreren Partisanengruppen in Umbrien an, aus denen später die vor allem aus Arbeitern bestehende Partisanenbrigade Gramsci entstand. Im Frühjahr 1944 war er an mehreren Aktionen gegen republikanisch-italienische Einheiten in der Provinz Chieti beteiligt. Im April 1944 übernahm er nach einer Razzia die Führung des Partisanenbataillons Paolo Calcagnetti.
Nach dem Krieg nahm er seine Arbeit im Stahlwerk von Terni wieder auf. Nach dem Attentat auf Palmiro Togliatti am 14. Juli 1948 entwaffnete der nach wie in der PCI aktive Bartolini mit einigen anderen den Werkschutz im Stahlwerk. Anfang der 1950er Jahre war er an Streikaktionen beteiligt, woraufhin hin er im Zuge einer Entlassungswelle 1952 seinen Arbeitsplatz verlor.
Als Gruppo della La Valnerina trat er ab 1973 in Umbrien mit in wechselnden Besetzungen mit Fiore Bartolini, Narciso De Santis, Giuseppe Fiorelli, Amerigo Matteucci, Firpo Matteucci, Luigi Matteucci, Gallerana Orsini, Giuseppe Perelli, Pompilio Pileri, Lucia Pileri und Trento Pitotti auf. In den Schriften von Alessandro Portelli und Valentino Peparelli sind die Aktivitäten festgehalten.

## Lieder
Seine Lieder über die Resistenza werden zu den schönsten ihrer Art gezählt.
- Su fratelli e su compagni
- Il dodici dicembre a mattina
- Non ti ricordi mamma quella notte